# 农林卫视
农林卫视，全称陕西农林卫视，备案名为“陕西广播电视台农林科技频道”，于2008年3月31日开播，是陝西廣電融媒體集團擁有的一條以普通話廣播的免費電視頻道，该频道亦为中华人民共和国所有省级卫星电视频道当中第一家专业从事农林科技推广和普及的专业卫星电视频道。

## 节目
- 第一农经
- 农经新视野
- 村里村外
- 致富故事会
- 科技大篷车
- 天天农高会
- 农村大市场

## 外部鏈接
- 农林卫视 （页面存档备份，存于）